# Diana (mitologia)
Diana (łac. Diana, gr. Ἄρτεμις Artemis) – bogini łowów, przyrody (świata roślinnego i zwierzęcego, gór, lasów, gajów, źródeł leczniczych), płodności, Księżyca (lub światła księżycowego) w mitologii rzymskiej.
Pierwotnie była italską boginią wszelkiego życia na ziemi, nosiła przydomek Genitalis (Pomocna, przy porodzie). W VI wieku p.n.e. została utożsamiona z grecką Artemidą.
W sztuce starożytnego Rzymu najczęściej przedstawiano ją na wzór Artemidy, w krótkim chitonie, z łukiem i kołczanem ze strzałami, z półksiężycem.
Początkowo miejscem kultu Diany były gaje, później świątynia na Awentynie zbudowana przez Serwiusza Tuliusza. Specjalnym rodzajem kultu była obdarzana Diana w gaju pod Arycją (staroż. Aricia, ob. La Riccia), gdzie za pomocą wody z miejscowych źródeł kapłani leczyli chorych.
Jan Długosz w swojej kronice utożsamił rzymską Dianę ze staropolską Dziewanną.

## Pomniki

### W Polsce
We Wrocławiu, w parku Szczytnickim znajduje się pomnik Diany z dwoma towarzyszącymi ogarami polskimi, kopia pomnika zaginionego w 1945 r. W Parku Miejskim w Prudniku znajduje się pomnik Diany wzorowany na Dianie z Wersalu.